# Josef Antonín Sehling
Josef Antonín Sehling (Nachname auch Seeling, Seling, Sölling; * 7. Januar 1710 in Theusing; † 19. September 1756 in Prag) war ein böhmischer Komponist und Violinist.

## Leben
Josef Antonín Sehling erhielt Musikunterricht vom Theusinger Kantor. Anschließend studierte er in Prag und Wien. Ab 1737 war er zweiter Violinist in der Kapelle am Veitsdom sowie Hofmusicus und Compositor des Grafen Wenzel Morzin im Morzin-Palais in Prag. 1740 wurde er Chorregent an der Malteser Kirche auf der Prager Kleinseite; daneben war er zeitweise auch stellvertretender Chorregent am Veitsdom und Chordirektor an der Barnabitenkirche St. Benedikt in Prag.
Sehling war ein erfolgreicher Komponist und Vertreter der Barockmusik in Böhmen. Er komponierte zahlreiche Arien, Messen, Requien, Motetten und Offertorien. Sein kompositorisches Gesamtwerk ist über zahlreiche Bibliotheken verstreut u. a. in Nymburk, Raudnitz, Braunau, Prag-St. Veit und dem Kloster der Elisabetherinnen in Wien. Er stand vermutlich mit Christoph Willibald Gluck in Verbindung.
Zu seinen Schülern gehörten u. a. der Sopranist Johann Christian Preissler aus Blottendorf und der Prämonstratenser Johann Oelschlegel (1724–1788), Chor-Rektor im Kloster Strahov, Orgelbauer und Komponist.

## Kompositionen (Auswahl)
- Oratorium Filius prodigus [Der verlorene Sohn], 1739
- Judith, eine Krönungsoper anlässlich der Krönung der Kaiserin Maria Theresia als Königin von Böhmen, 1743
- Constantinus, 1751
- Missa Bella premunt hostilia
- Missa Da robur fer auxilium